# Patience Wright
Patience Lovell Wright, née en 1725 à Bordentown ou Oyster Bay et morte en mars 1786 à Londres, est une sculptrice américaine en céroplastie.

## Biographie
Patience Lovell naît en 1725 Bordentown ou à Oyster Bay. Elle est la cinquième fille de John Lovell (mort en 1762) et de son épouse, Patience Townsend. Son père est un fermier quaker et meunier.
En 1748 elle épouse Joseph Wright. 
Mère du portraitiste Joseph W. Wright, elle réalise à Londres des portraits sculptés de membres de la famille royale, d'aristocrates et de personnalités de l'époque.

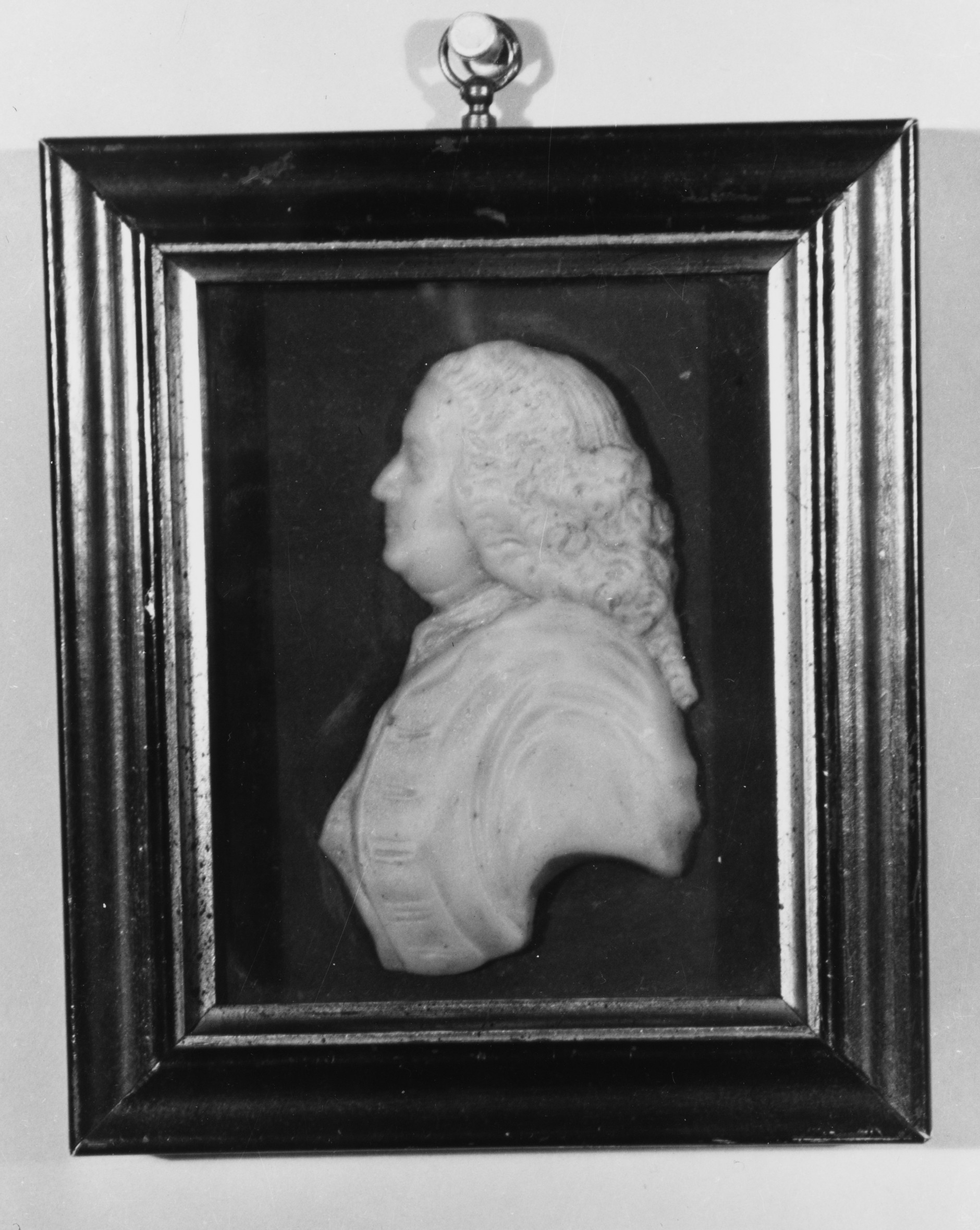
Portrait en cire de Benjamin Franklin par Patience Wright.

Elle meurt le 23 ou 25 mars 1786 à Londres.